# Hector Munro Macdonald

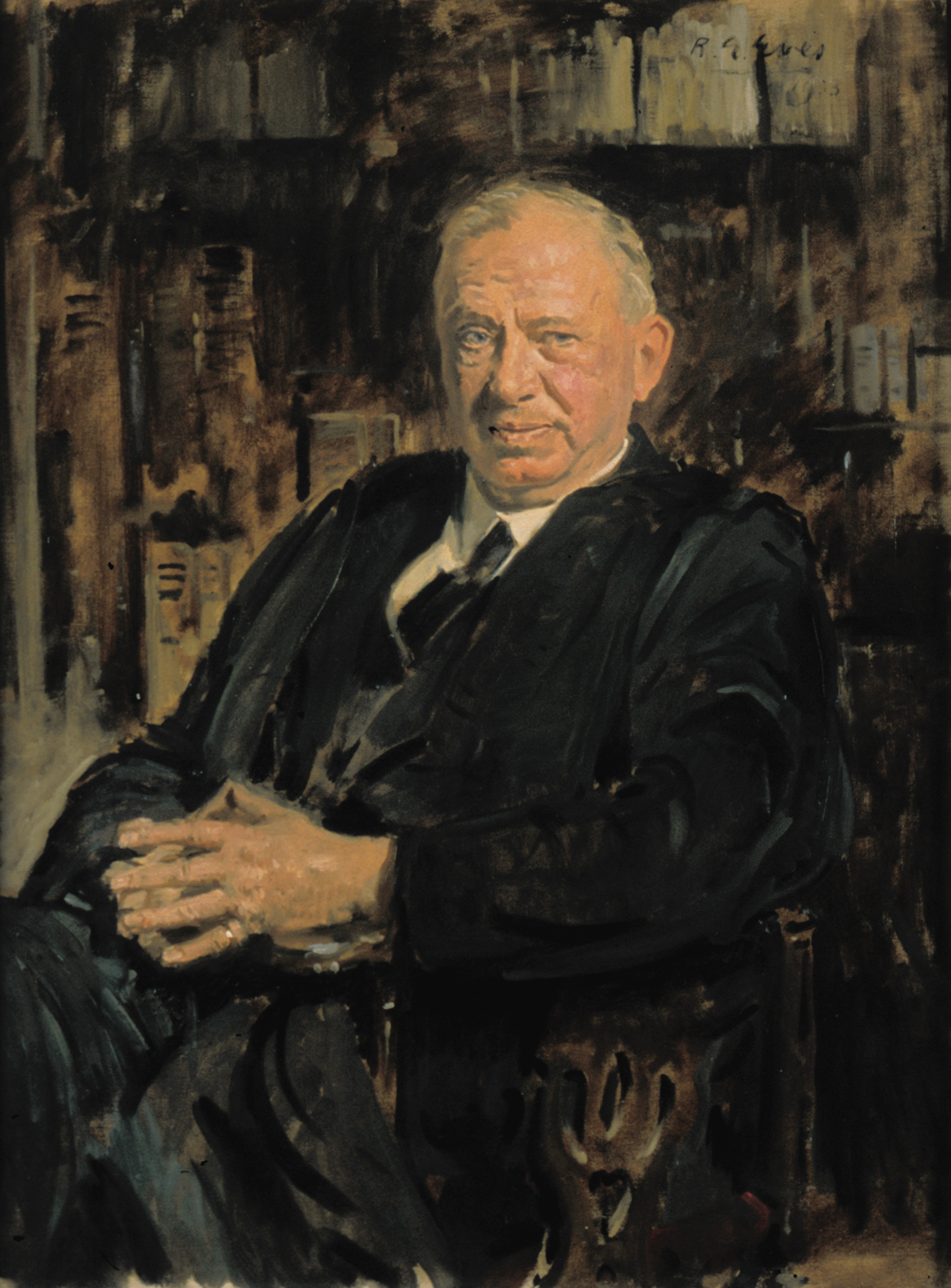
Hector Munro MacDonald (1933)

Hector Munro Macdonald (* 19. Januar 1865 in Edinburgh; † 16. Mai 1935 in Aberdeen) war ein schottischer angewandter Mathematiker und theoretischer Physiker.

## Leben
Macdonald studierte ab 1882 an der Universität Aberdeen Mathematik. Nach dem Abschluss 1886 setzte er sein Studium am Clare College der Universität Cambridge fort, wo er 1889 als Fourth Wrangler in den Tripos-Prüfungen (Erster wurde Gilbert Walker, Zweiter Frank Dyson) abschloss und Fellow seines Colleges wurde. 1891 erhielt er einen der Smith-Preise (für einen Essay Stress in the Dielectric). 1901 gewann er mit einem Essay über die Theorie der Ausbreitung elektromagnetischer Wellen (Electric Waves, später als Buch erschienen) den Adams-Preis. 1904 wurde er Professor für Mathematik an der Universität Aberdeen.
Als Mathematiker beschäftigte er sich vor allem mit angewandten Problemen der elektromagnetischen Theorie und damit zusammenhängend mit speziellen Funktionen der mathematischen Physik wie Besselfunktionen. Er untersuchte, wie Funkwellen sich in der Atmosphäre ausbreiten, indem er das Problem der Beugung elektromagnetischer Wellen an einer Kugel untersuchte. Guglielmo Marconi zeigte um 1902 die Möglichkeit der Kommunikation mit Funkwellen über den Atlantik, was Macdonalds Beugungstheorie nicht erklären konnte. Erst die Entdeckung der Reflexion an hoch gelegenen leitenden Schichten (Heaviside-Schicht) in der Atmosphäre lieferte eine Erklärung.
1901 wurde er in die Royal Society gewählt. 1914 wurde er Ehren-Fellow des Clare College in Cambridge. 1916 erhielt er die Royal Medal der Royal Society. 1916 bis 1918 war er Präsident der London Mathematical Society. Er war juristischer Ehrendoktor der Universität Glasgow sowie seit 1905 Mitglied der Royal Society of Edinburgh.

## Schriften
- Electric Waves 1902
- Electromagnetism 1934

## Verweise
1. ↑  Vorhergesagt 1902 durch Arthur Edwin Kennelly und Oliver Heaviside, entdeckt erst 1924 durch Edward Victor Appleton, der dafür den Nobelpreis erhielt.
2. ↑  Fellows Directory. Biographical Index: Former RSE Fellows 1783–2002. (PDF) Royal Society of Edinburgh, abgerufen am 18. März 2020.

| Personendaten    | Personendaten             |
| ---------------- | ------------------------- |
| NAME             | Macdonald, Hector Munro   |
| KURZBESCHREIBUNG | schottischer Mathematiker |
| GEBURTSDATUM     | 19. Januar 1865           |
| GEBURTSORT       | Edinburgh                 |
| STERBEDATUM      | 16. Mai 1935              |
| STERBEORT        | Aberdeen                  |